# Horatio C. Burchard
Pour l’article homonyme, voir Burchard.
Horatio Chapin Burchard (22 septembre 1825 - 14 mai 1908) est un représentant américain de l'Illinois, 15e directeur de la Monnaie des États-Unis, membre de l'Institut international de statistique et père de l'indice des prix à la consommation (IPC).

## Jeunesse et études
Né à Marshall, dans l'État de New York le 22 septembre 1825, Burchard fréquente les écoles publiques et les écoles préparatoires privées. Il est diplômé du Hamilton College, à Clinton, dans l'État de New York, en 1850. Il est membre de la fraternité Chi Psi à Hamilton. Il y étudie le droit. Il est admis au barreau en 1854 et commence à exercer à Freeport, dans l'Illinois.
Il épouse Jane Lawver le 15 mai 1861 et ils ont eu un fils.

## Carrière professionnelle
Il est membre de la Chambre des représentants de l'Illinois de 1863 à 1866. Burchard est élu en tant que républicain au quarante et unième Congrès pour combler la vacance causée par la démission d'Elihu B. Washburne. Il est réélu au quarante-deuxième Congrès et aux trois suivants, du 6 décembre 1869 au 3 mars 1879. Au cours de son mandat à la Chambre des représentants, il est nommé membre de la commission des voies et moyens. Il est candidat malheureux au renouvellement de son mandat en 1878.
Il est directeur de la Monnaie des États-Unis de 1879 à 1885. Pendant son mandat il a créé l'indice des prix à la consommation (IPC), un outil de mesure qui est devenu omniprésent dans le monde des affaires et de l'économie. Il reprend la pratique du droit à Freeport. Il est membre de la commission chargée de réviser les lois fiscales de l'État en 1885 et 1886. Il est chargé du jury des récompenses du département minier de l'Exposition universelle de Chicago en 1893.
La femme de Burchard, Jane, meurt le 17 novembre 1892. Il meurt à Freeport le 14 mai 1908 et est enterré au cimetière d'Oakland.